# Sphinx Rock (Südliche Orkneyinseln)
Der Sphinx Rock (in Argentinien gleichbedeutend Roca Esfinge) ist ein Klippenfelsen im Archipel der Südlichen Orkneyinseln. Er liegt unmittelbar vor dem südwestlichen Ende von Monroe Island und markiert die Westseite der Einfahrt zur Sandefjord Bay.
Wissenschaftler der britischen Discovery Investigations entdeckten und benannten ihn 1933 nach seiner Form, die an eine ägyptische Sphinx erinnert. 